# Vlăsinești
Vlăsinești è un comune della Romania di 3 353 abitanti, ubicato nel distretto di Botoșani, nella regione storica della Moldavia.
Il comune è formato dall'unione di 3 villaggi: Miron Costin, Sârbi, Vlăsinești.